# Жанажол (район Шал акына)
Жанажол (каз. Жаңажол) — село в районе Шал акына Северо-Казахстанской области Казахстана. Административный центр Жанажолского сельского округа. Код КАТО — 595638100.

## Население
В 1999 году население села составляло 736 человек (355 мужчин и 381 женщина). По данным переписи 2009 года, в селе проживали 493 человека (246 мужчин и 247 женщин).